# Phegopteris refracta
Phegopteris refracta là một loài dương xỉ trong họ Thelypteridaceae. Loài này được Fourn. mô tả khoa học đầu tiên năm 1873.
Danh pháp khoa học của loài này chưa được làm sáng tỏ. 